# سوني إكسبيريا T2 الفائق
سوني إكسبيريا T2 الفائق (بالإنجليزية: Sony Xperia T2 Ultra)‏ هو هاتف ذكي من سوني موبايل كوميونيكيشنز يعمل بنظام أندرويد، تم طرحه في الأسواق في 14 يناير 2014 قبل 4 أشهر.

## الخصائص
- نظام التشغيل: أندرويد
- الكاميرا الأمامية: 1.1 ميجابكسل
- الكاميرا الخلفية: 13. ميجابكسل
- الشاشة: إل سي دي
- الوزن: 172 غ (6.07 أونصة)
- المعالج: 1.4 جيجا هرتز رباعي النواة
- الذاكرة: 1 جيجابايت رام
- التخزين: 8 جيجابايت

## وصلات خارجية
- الموقع الإلكتروني